# Vakáció New Yorkban
A Vakáció New Yorkban (eredeti cím: Holiday Affair) 1996-ban bemutatott amerikai karácsonyi témájú romantikus filmvígjáték, melyet Alan Myerson rendezett. Az 1949-es Holiday Affair film remake-je.

## Cselekmény
Jodie Ennis egy neves New York-i reklámcégnél dolgozik, és mivel egy reklámfelvétel miatt másnapra egy játékvasútra lenne szüksége, ezért karácsony előtt pár nappal egy játékáruházban vesz a cég hitelkártyájával egy drága játékvasutat a másnapi felvételekhez, de előre tudja, hogy a játékot másnap vissza fogja vinni, így az akció neki semmibe nem kerül, a fényképek pedig el tudnak készülni.
Bár az anyja figyelmezteti, hogy lerakott egy csomagot, ami nem az övé, aznap este a kisfia, Timmy kíváncsi rá, mi lehet az, és izgatott lesz, amikor megpillantja a kisvasutat, amivel már régóta nagyon szeretne játszani.
Jodie másnap visszaviszi a vonatot és visszakéri a vonatszett árát. Steve elárulja, hogy végig gyanakodott rá, hogy vissza fogja hozni, és könnyedén hozzáteszi, hogy ezt csak szabálytalanul tudja megtenni. A nő visszakapja a kifizetett pénzt, azonban Steve-et rövid időn belül kirúgják.
Karácsony reggelén Timmy felfedezi a vonatot tartalmazó csomagot a lakás ajtaja előtt. Feltételezi, hogy az anyja mégiscsak megvette neki. Amikor Jodie rájön, hogy ez Steve műve lehet, felkeresi őt, és megpróbálja visszaadni neki a pénzt, mivel tudja, hogy a férfinak nincs munkája és nem is vagyonos ember. A férfi visszautasítja a pénzt, mondván, hogy Timmyt ezzel arra akarja bátorítani, hogy higgyen abban, hogy néha az álmok valóra válnak.
A Central Parkban Jodie a pénz helyett odaadja Steve-nek azt a sálat, amit eredetileg Paulnak, az udvarlójának vett, és elárulja, hogy újév napján feleségül megy Paulhoz (aki egy kissé unalmas ügyvéd). Steve szinte oda sem figyelve ajánlja fel a sálat egy arra járó csövesnek, aki cserében egy só- és borsszórót ad neki egy kislányon keresztül. Steve Jodie szemére veti, hogy a múltban él, még mindig az elhunyt férjét szereti. Jodie bosszúsan hazatér.
Miután Paul megérkezik Jodie-hoz, egy rendőr kéri Jodie-t, hogy menjen be az őrsre; Steve-et letartóztatták egy férfi kirablásának gyanújával. Ő, Paul és Timmy (aki nem hajlandó otthon maradni), odamennek. A kibontakozó káoszban Paul felajánlja, hogy jogilag képviseli Steve-et. Jodie megerősíti, hogy Steve-vel volt a rablás idején, de közben érdekes tények derülnek ki, amelyek elbizonytalanítják Pault. Steve-t (kissé a karácsonyra is tekintettel) elengedi a rendőrség.
A kiszabadult Steve-et meghívják egy családi karácsonyi vacsorára, ahol Jodie szülei is jelen vannak, és ahol Steve nyíltan bejelenti, hogy bár Paul remek ember, szerinte Jodie-nak inkább hozzá kellene feleségül mennie. Egyedül Timmy helyesli a tervet, a többiek dermedten ülnek. A nő zavarba jön és megkéri a férfit, hogy távozzon.
Másnap Timmy, aki megtudta, hogy Steve anyagilag le van égve és munkanélküli, visszaviszi a játékvonatot az áruházba, hogy a pénzt vissza tudja adni neki. Az áruházban baleset történik a liftnél, ahol valaki rálép a vonatot tartalmazó csomagra, így az összetörik, de Timmy végül eljut az áruház tulajdonosához, aki megértőnek mutatkozik, amikor elmeséli a vonat vásárlásának történetét. Az igazgató visszaadja Timmy-nak a pénzt, és hazaviszi saját kocsijával a kétségbeesett édesanyához.
Paul elviszi a kocsijával Jodie-t Steve lakásához, hogy el tudjon búcsúzni tőle, bár sejti, hogy a dolognak számára nem lesz jó kimenetele. Steve elmondja Jodie-nak, hogy amúgy is Virginiába akart költözni, ahol egy barátjával egy közös vállalkozáson fognak dolgozni. Jodie ezt tudomásul veszi, majd távozik, de észreveszi, hogy közben Paul is elment.
Jodie és kisfia együtt kezdik tölteni a karácsonyt, de mindketten tudják, hogy valami nincs rendben. Jodie hirtelen  azt javasolja: „Menjünk!” és a pályaudvarra rohannak, ahol Steve vonata hamarosan indul. Sikerül felszállniuk, és megtalálják a kissé meglepett Steve-et, majd Jodie-val megölelik és megcsókolják egymást, aminek Timmy nagyon örül.

## Szereplők
- Cynthia Gibb - Jodie Ennis, egyedülálló anya
- David James Elliott - Steve Mason
- Curtis Blanck - Timmy Ennis, Jodie kisfia
- Al Waxman - Mr. Corley
- Tom Irwin - Paul Davis, ügyvéd, Jodie udvarlója
- George R. Robertson (George Robertson) – Jodie apja
- Patricia Hamilton - Susan Ennis, Jodie anyja
- Victor Ertmanis
- Pam Hyatt - Emily Chambers (a stáblistában: Pamela Hyatt)
- Christina Collins
- James Binkley
- Allegra Fulton
- Derek Keurvorst
- Avril Garrett
- Jesse Cairns
- David Huband

## Fordítás
- Ez a szócikk részben vagy egészben  a   Holiday Affair (1996 film) című angol Wikipédia-szócikk fordításán alapul.  Az eredeti cikk szerkesztőit annak laptörténete sorolja fel. Ez a jelzés csupán a megfogalmazás eredetét és a szerzői jogokat jelzi, nem szolgál a cikkben szereplő információk forrásmegjelöléseként.